# Парк с миниатюри
Паркът с миниатюри е специализиран увеселителен парк, в който са изложени миниатюри – макети на архитектурни и други забележителни обекти.
Представлява обикновено музей на открито (като в музея „Етър“ в Габрово, но с нефункционални модели), по-рядко е на закрито. Увеселителният аспект се дължи на традицията, тъй като първоначално такива паркове възникват във Великобритания в края на 19-и – началото на 20 век като градинска железница на фона на макети от сгради, оформени в селища-модели, където деца и родители се забавляват с движещите се железопътни модели – по-големи от настолните, но по-малки от детска железница. Едва през 1920-те години такива паркове се откриват за посетители. Първият такъв общодостъпен парк е селото-модел Беконскот в Бъкингамшър, Англия, открито през 1929 година.
След Втората световна война паркове с миниатюри се откриват и в Континентална Европа, като сред първите е „Мадуродам“ в Нидерландия; изграждат се също и на други континенти. При парковете обаче в Западна Европа (извън Британия) акцентът вече е върху самостоятелните архитектурните модели. Разлика има също и в размерите на моделите на обекти: в англосаксонските страни се използва мащаб от 1:9 до 1:12, а в Континентална Европа – 1:25.
Сред най-известните в света са:
- село-модел Беконскот в Бъкингамшър, Англия
- „Мадуродам“ в Схевенинген, Нидерландия
- „Минимундус“ в Клагенфурт, Австрия
- „Мини-Европа“ в Брюксел (с модели от страните от ЕС)
- комплексите „Леголанд“ по целия свят

Паркове с миниатюри в България:
- „България на длан“ в София
- Търновград – духът на хилядолетна България във Велико Търново